# 恋人〜あの日聞いた花の咲く音〜
『恋人〜あの日聞いた花の咲く音〜 』（こいびと～あのひきいたはなのさくおと～、英語：My Dearest）は、2023年の韓国MBCにて2023年8月4日から11月18日まで放送されたテレビ時代劇。脚本のファン・ジニョンは1936年の小説『風と共に去りぬ』からインスピレーションを得たものが本作であると語っている。丙子の乱で恋を引き裂かれた4人の恋愛を軸に、切なくも民の絆を描いた時代劇。

## あらすじ
時は1636年（仁祖14年）春。平穏な雰囲気に包まれたヌングン里で夢で出会った運命の人との結婚を夢見る両班の女性ユ・ギルチェ（アン・ウンジン）は美貌に秀でているが、ギルチェが思いを寄せる成均館の儒生ナム・ヨンジュン（イ・ハクジュ）は親友のウネ（イ・ダイン）と愛を育み、ギルチェを見向きもしない。花の祭典コッタリムでヨンジュンと愛を育もうと鞦韆に乗って誘惑するギルチェだったが、鞦韆から足を滑らせたギルチェは偶然その場を居合わせたイ・ジャンヒョン（ナムグン・ミン）に助けられた。ギルチェは礼を言わないどころか、ジャンヒョンに軽率な態度を取る。ジャンヒョンは成均館に入学しようとあらゆる賄賂を提供し、入学に成功した。
冬のある日、後金（清）の侵略が足音を立てて迫ってくる。やがて王命で全国の男性に対し、義兵の募集が募られ、ヨンジュンは義兵となることに。ジャンヒョンは義兵に参加せず、避難生活を送ると言い出した。村への脅威が近づくにつれ、ギルチェ達も村を離れざるを得なくなる。しかし、ジャンヒョンの避難はある目的があって…。

## 出演

### 主要人物
イ・ジャンヒョン演 - ナムグン・ミン
自由奔放に暮らし、漢陽に現れた謎の男。非婚主義で突然出会ったギルチェと最初の出会いは最悪だったが、恋に落ちるが、戦乱に巻き込まれていく。影でギルチェ達を見守る。
ユ・ギルチェ演 - アン・ウンジン
様々な男を誘惑してきた両班の女性。ヨンジュンに思いを寄せるも恋は実らない。戦況悪化に伴い、故郷をやがて離れることになる。嫌っていたジャンヒョンと恋に落ち、成長していくが…。
ナム・ヨンジュン演 - イ・ハクジュ
成均館の儒生。ギルチェの初恋相手だったが、今はウネの婚約者。義兵として戦乱へ巻き込まれていく。
キョン・ウネ演 - イ・ダイン
成均館の主の娘。ヨンジュンの婚約者でギルチェの親友。ヨンジュンを一途に思い、ギルチェと共に戦乱に巻き込まれていく。
リャンウム演 - キム・ユヌ
朝鮮最高のパンソリ歌手。ジャンヒョンの唯一の友。ジャンヒョンと共に戦乱を乗り越える。
カクファ演 - イ・チョンア
清の公主。父のホンタイジに内密で捕虜狩りをしている。朝鮮語も堪能。やがて、ジャンヒョンに思いを寄せる。

### ギルチェの周辺人物
ク・ウォンム演 - チ・スンヒョン
従事官（チョンサグァン）。口数の少ない性格だが、ギルチェに想いを寄せる。
チョンジョンイ演 - パク・ジョンヨン
ギルチェの小間使い。ギルチェの世話が生き甲斐としている。
パンドゥネ演 - クォン・ソヒョン
ウネの小間使い。小言が多い。世間知らずのギルチェを嫌っている。

### ジョンヒョンの周辺人物
クジャム演 - パク・カンソプ
ジャンヒョンの弟分の悪漢。時には小言が多いが、頼もしい性格。チョンジョンイとやがて、惹かれ合う。
ヤンチョン演 - チェ・ムソン
義州の悪漢軍団の長。ジャンヒョンの兄貴分。

### 王宮関係人物
仁祖（インジョ）演 - キム・ジョンテ
李氏朝鮮第16代王。謀反で王に即位した。清の侵略に怯えている。臣下からの信頼を失い、民だけでなく、世子も守れなかった。
昭顕世子（ソヒョンセジャ）演 - キム・ムジュン
仁祖の長男。民より王室の繁栄を考えていた。ジャンヒョンに警戒心を抱いていたが、後に信頼していく。
カン嬪演 - チョン・ヘウォン
昭顕世子の正室。夫と苦労な生活を共にする。
ピョ・オンギョム演 - ヤン・ヒョンミン
昭顕世子に忠誠を誓う内官。ジャンヒョンと世子の仲を取り持った。
昭容（ソヨン）チョ氏演 - ソ・ユジン
仁祖の側室。

### 朝廷関係人物
チェ・ミョンギル演 - キム・テフン
仁祖の臣下。仁祖に清との戦乱を避けるために、和議を提案する。
キム・サンホン演 - チェ・ジョンファン
仁祖の臣下。ミョンギルと事あるごとに対立し、仁祖に清の侵略に抵抗し続けるよう提言する。
チャン・チョル演 - ムン・ソングン
儒学者達の指導者的存在。戦乱以降は隠居しているが、朝廷に強い影響力を持つ。

### 清関係人物
ホンタイジ演 - キム・ジュウォン
清の第2代皇帝。父が成し遂げられなかった朝鮮侵攻を決意する。
龍骨大（ヨンゴルテ）演 - チェ・ヨンウ
ホンタイジの臣下である将軍。欲望の為なら、様々な悪行も犯す。侵攻を妨害するジャンヒョンを警戒する。
チョン・ミョンス演 - カン・ギル
龍骨大に仕える通訳官。朝鮮人であったが、龍骨大の信頼を後ろ盾に暗躍する。

### その他の人物
ユ・ギョヨン演 - パク・ジョンウク
ギルチェの父。成均館の師。
キョン・グンジク演 - チョ・スンヨン
ウネの父。成均館の主。
コン・スニャク演 - パク・ジョンウク
ギルチェが一度目を付けた両班の男性。
イノク演 - ミン・ジア
妊婦。捕虜だったが、ジャンヒョンの助けで清から逃亡する。

## スタッフ
- 脚本：ファン・ジニョン
- 演出：キム・ソンヨン、イ・ハンジュン、チョン・スジン
- 日本語版制作＆配給：NBCユニバーサル・エンターテイメント

## 放送・配信

### 日本での放送・配信
日本ではKNTVで11月24日より放送開始、LaLa TVでも2025年3月5日から放送開始された。
2024年7月、U-NEXTで配信された。
- KNTV ‐ 2023年11月24日 ‐
- WOWOW ‐ 2024日5月3日 -
- LaLaTV ‐ 2025年3月5日 ‐
- BSテレ東 ‐ 2025年5月30日 - ※ 2か国語

## 視聴率
| 2023年   | 2023年   | 2023年         | 2023年         | 2023年   |
| ep       | 放送日   | AGB視聴率      | AGB視聴率      |          |
| ep       | 放送日   | 大韓民国(全国) | ソウル(首都圏) |          |
| パート 1 | パート 1 | パート 1       | パート 1       | パート 1 |
| -------- | -------- | -------------- | -------------- | -------- |
| 第1話    | 8月 4日  | 5.4%           | 5.4%           |          |
| 第2話    | 8月5日   | 4.3%           | 4.4%           |          |
| 第3話    | 8月11日  | 5.5%           | 5.3%           |          |
| 第4話    | 8月12日  | 5.2%           | 5.0%           |          |
| 第5話    | 8月18日  | 8.4%           | 8.3%           |          |
| 第6話    | 8月19日  | 8.8%           | 8.3%           |          |
| 第7話    | 8月25日  | 10.6%          | 10.1%          |          |
| 第8話    | 8月26日  | 10.3%          | 9.9%           |          |
| 第9話    | 9月1日   | 10.6%          | 9.8%           |          |
| 第10話   | 9月2日   | 12.2%          | 11.5%          |          |
| パート 2 |          |                |                |          |
| 第11話   | 10月13日 | 7.7%           | 7.5%           |          |
| 第12話   | 10月14日 | 9.3%           | 9.5%           |          |
| 第13話   | 10月20日 | 10.2%          | 9.9%           |          |
| 第14話   | 10月21日 | 11.7%          | 10.9%          |          |
| 第15話   | 10月27日 | 11.8%          | 11.2%          |          |
| 第16話   | 10月28日 | 12.0%          | 11.3%          |          |
| 第17話   | 11月4日  | 11.4%          | 11.3%          |          |
| 第18話   | 11月10日 | 10.8%          | 10.3%          |          |
| 第19話   | 11月11日 | 11.6%          | 11.3%          |          |
| 第20話   | 11月17日 | 12.4%          | 12.5%          |          |
| 第21話   | 11月18日 | 12.9%          | 12.7%          |          |

## 受賞
- 2024年第60回百想芸術大賞 最優秀演技賞　ナムグン・ミン